# Zuid-Thürings voetbalkampioenschap 1910/11
In 1910/11 werd het eerste voetbalkampioenschap van Zuid-Thüringen gespeeld, dat georganiseerd werd door de Midden-Duitse voetbalbond. 
1. FC 04 Sonneberg werd kampioen. De club nam dit jaar nog niet deel aan de Midden-Duitse eindronde. Wellicht omdat de competitie nog niet ten einde was. Steinach trok zich op 12 maart terug en de resultaten van deze club werden geschrapt en de eindronde begon ook op 12 maart. 

## 1. Klasse
| Plaats | Club               | Wed.           | W              | G              | V              | Saldo          | Ptn.           |
| ------ | ------------------ | -------------- | -------------- | -------------- | -------------- | -------------- | -------------- |
| 1.     | 1. FC 04 Sonneberg | 8              | 8              | 0              | 0              | 41:02          | 16:00          |
| 2.     | Coburger FC 1907   | 8              | 5              | 0              | 3              | 29:14          | 10:06          |
| 3.     | SC 06 Oberlind     | 8              | 4              | 1              | 3              | 17:12          | 09:07          |
| 4.     | FC Kronach 1908    | 8              | 1              | 1              | 6              | 07:59          | 03:13          |
| 5.     | FC Adler Neustadt  | 8              | 1              | 0              | 7              | 03:10          | 02:14          |
| 6.     | SV 1908 Steinach   | Teruggetrokken | Teruggetrokken | Teruggetrokken | Teruggetrokken | Teruggetrokken | Teruggetrokken |

- Adler Neustadt nam enkel aan de heenronde deel, de terugwedstrijden werden als scoreloze overwinning voor de tegenstander geteld.
- SV 08 Steinach trok zich op 12 maart 1911 terug uit de competitie, reeds gespeelde wedstrijden werden geannuleerd.

|  | Kampioen   |
|  | Degradatie |